# Caradrina morosa
Caradrina morosa là một loài bướm đêm trong họ Noctuidae.